# Sint-Eligiuskerk (Vijfwegen)

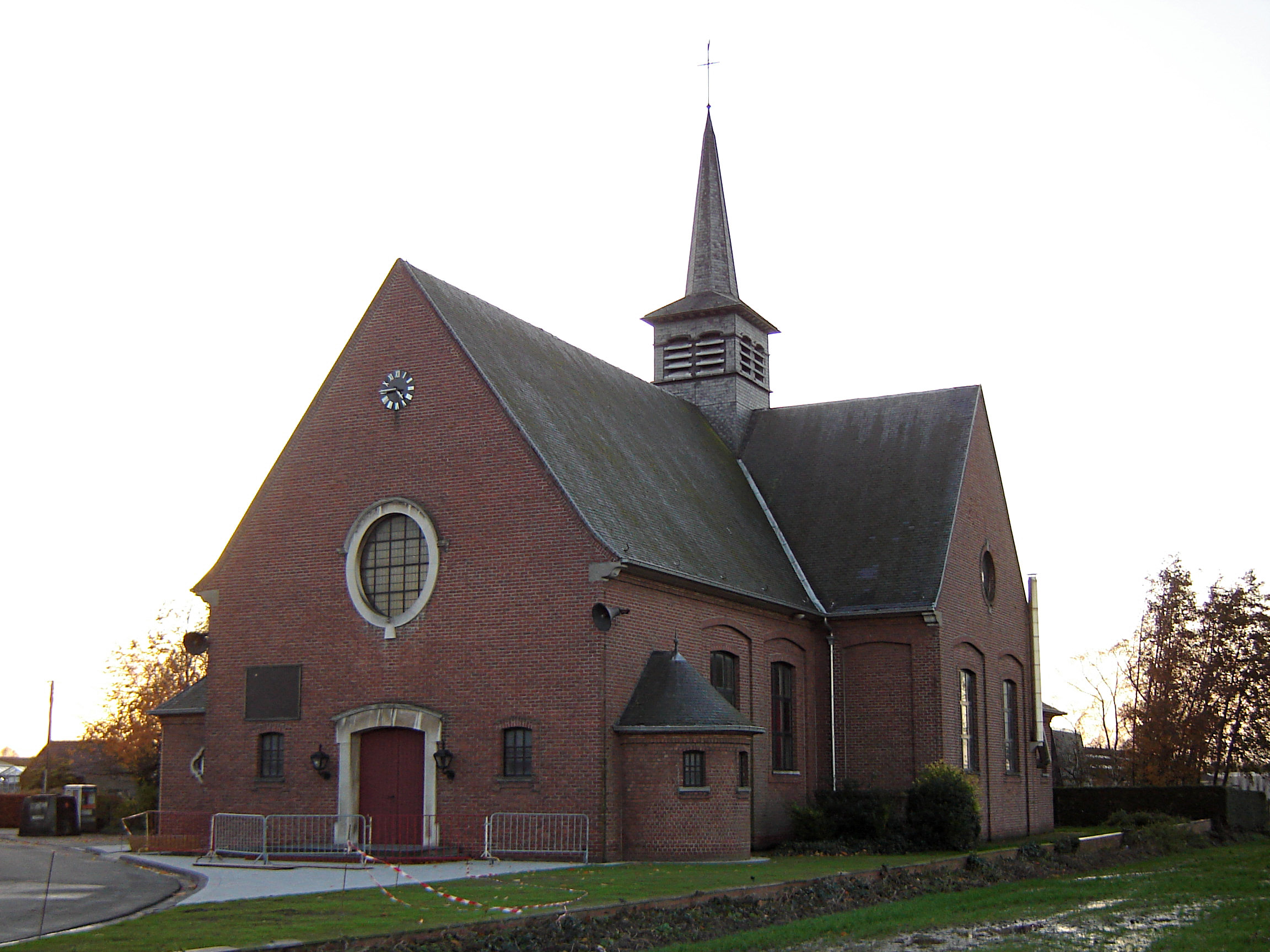
Sint-Eligiuskerk

De Sint-Eligiuskerk is de parochiekerk van de tot de West-Vlaamse gemeente Staden behorende plaats Vijfwegen, gelegen aan de Kampstraat.
Vijfwegen werd in 1946 een zelfstandige parochie. In 1947 werd een noodkerk gebouwd en in 1951 een pastorie. Deze definitieve kerk werd gebouwd 1959-1960 naar ontwerp van Willem Nolf.
De kerk is enigszins een kopie van het kerkje van Sint-Joris-ten-Distel en het werd gebouwd in rode baksteen. Het is een eenbeukig kruiskerkje met vieringtorentje. De kerk bevat enkele elementen van het neoclassicisme, met name de natuurstenen omlijstingen en het oculus boven het portaal.
Het interieur wordt overkluisd door houten tongewelven. Naast het hoofdaltaar zijn er twee zijaltaren, gewijd aan respectievelijk het Heilig Hart en Onze-Lieve-Vrouw van Lourdes.
Het orgel werd samengesteld uit 18e- en 19e-eeuwse onderdelen van orgels uit Luik en Keulen. De glas-in-loodramen van 1960 stellen Sint-Eligius en de Heilige Barbara voor.